# 부산롯데타워
부산 롯데타워(영어: Busan Lotte Tower[가], 구칭 롯데타운타워)는 대한민국 부산광역시 중구 부산롯데타운 내에 건설되고 있는 마천루이다. 지상 67층, 지하 7층에 342m 규모로 건설될 계획이며, 2026년에 완공될 예정이다. 완공 시에는 대한민국에서 세 번째로 높은 건물이 되며, 동시에 부산에서 두 번째로 높은 마천루에 등극할 예정이다.
부산 롯데타워는 과거 부산 롯데월드 타워, 롯데타운타워라는 명칭으로 불렸다. 이 명칭이 붙게 된 건 초기 부산 롯데타운의 명칭이 '부산 롯데월드'였기 때문인데, 부산롯데월드에 놀이시설도 없고, 서울 롯데월드와 혼동할 우려가 있어 2008년 '롯데타운'으로 명칭을 바꿨고, 2009년 명칭이 기존 '부산 롯데월드 타워'에서 '롯데타운타워'로 바뀌었다. 이후 '롯데월드타워'라는 명칭은 서울 잠실의 '제2롯데월드 타워'의 정식 명칭으로 채용되었다. 2019년 명칭이 기존 '롯데타운타워'에서 '부산 롯데타워'로 바뀌었다.

## 역사

### 계획
1994년부터 부산 제2롯데월드 계획이 있었다. 1995년 부산 광복동 일원의 구 부산시청 일원 개발 허가하였고 1999년 무렵에 구상되기 시작했다. 2000년에 기공식이 개최되었고 2001년에 '부산 롯데월드'라는 명칭으로 107층짜리 초고층 복합단지 개발 추진을 하였고 2007년에 부산광역시로부터 최종 허가 완료되었다.
컨셉과 디자인은 구마 겐고에서 하고, 건축설계는 삼우종합건축사사무소에서 한다.

### 건설
2009년 3월 2일에 지상 107층, 510m의 계획으로 착공하였고 2012년 3월 27일에 지하 8층까지의 터파기 완료, 본격적인 콘크리트 타설 공사가 시작되었다. 2013년 4월에 코어가 지상 1층까지 올라온 다음, 그 이후로는 크레인도 철수하고 별도의 공사가 진행되고 있지 않은 상태다. 2013년 5월에 지하층 공사가 완료되었고 2014년 2월에 지상 1층 코어 완료 후 공사가 지지부진한 상태다.[나]

### 공사 중단
2014년 2월 이후 공사가 중단되었다. 일부 층 용도변경 문제로 인해 공사가 중단되었다. 9월에 6년째 보류하고 있고 아파트 짓게 해야 하는데 부산해항청은 안된다고 언급을 했다. 2015년에 롯데타운타워는 1층도 보이지도 않았고 아파트를 지을 수 있게 하라고 요구하고 있다. 12월에 부산시는 롯데타운타워의 용도 변경은 안된다고 한다.

### 공사 재개
2019년 1월에 부산 롯데타워(30층, 380m)를 재추진을 한다. 공중 수목원 조성이 목표였다. 2022년 조감도가 바뀌었다. 지상 56층, 300m의 높이였는데 지상 67층, 340m로 변경했다. 부산 롯데타워 공모전이 8월 15일부터 8월 28일까지 열렸는데 온라인 투표 1위는 부산 롯데타워다. 착공일인 2023년 8월 17일 기공식이 열렸다. 최종 조감도를 공개했고 이후 호텔, 오피스의 추가로 용도 변경을 허가했다. 공사 재개 후 2026년에 완공할 예정이다.

## 건물

### 구성
부산 롯데타워, 롯데백화점동, 아쿠아몰동, 엔터테인먼트동으로 구성된다.
| 구성           | 층수                | 비고                                                                          |
| -------------- | ------------------- | ----------------------------------------------------------------------------- |
| 부산 롯데타워  | 지상 67층, 지하 8층 | 부산 롯데타워은 롯데타운타워라는 정식 명칭이 지어지기 이전에 있었던 가칭이다. |
| 롯데백화점동   | 지상 11층           | 이벤트점도 놓일 것이다.                                                       |
| 아쿠아몰동     | 지상 13층           | 편의시설로 건설되었다.                                                        |
| 엔터테인먼트동 | 지상 11층           | 엔터테인먼트동을 꾸밀 예정이다.                                               |

### 높이
부산 롯데타워는 지상 67층이다. 지하로는 7층까지 구성될 예정이다.
이 건물은 다음과 같은 높이를 갖고 있다.
- 전체 높이: 342m이다.
- 지붕 높이: 342m이다.

부산 롯데타워는 지상 67층, 지하 7층으로, 높이는 342m인데 완공 시 부산에서 두 번째로 건물이 된다.

## 시설

### 주요 시설

#### 전망대
부산 롯데타워에는 높은 건물에 전망대를 설치할 계획이다. 2019년 30층짜리 수목원을 짓는 계획이 있는데 2022년 조감도가 바뀐 후 해운대 엘시티 더샵 완공 이후 부산 롯데타워가 완공이 되면 부산에서 두 번째로 높은 전망대가 된다.

### 내부 시설
지상 67층으로 건설되는 타워에는 복합쇼핑몰, 오피스, 호텔, 전망대 등의 용도 건물로 들어설 예정이다. 그 외에도 지하층과 지상 저층부에는 롯데타운과 연계되어 롯데백화점이 입점한다.
| 층수                | 용도                               |
| ------------------- | ---------------------------------- |
| 56층 ~ 67층         | 전망대, 갤러리, 관광휴게, 문화시설 |
| 33층 ~ 55층         | 호텔                               |
| 31층 ~ 32층         | 판매시설, 상점가, 레스토랑, 카페   |
| 14층 ~ 30층         | 오피스                             |
| 1층 ~ 13층          | 판매시설                           |
| 지하 7층 ~ 지하 1층 | 지하주차장 등                      |

## 논란

### 주거 허용 논란
부산롯데타운의 주거 허용 논란은 과거에도 있었으며 2017년에도 논란이 있다. 롯데그룹 관계자는 100층이 넘는 초고층 건물을 지으려면 주거 시설이 필요하다고 주장했다.

## 갤러리

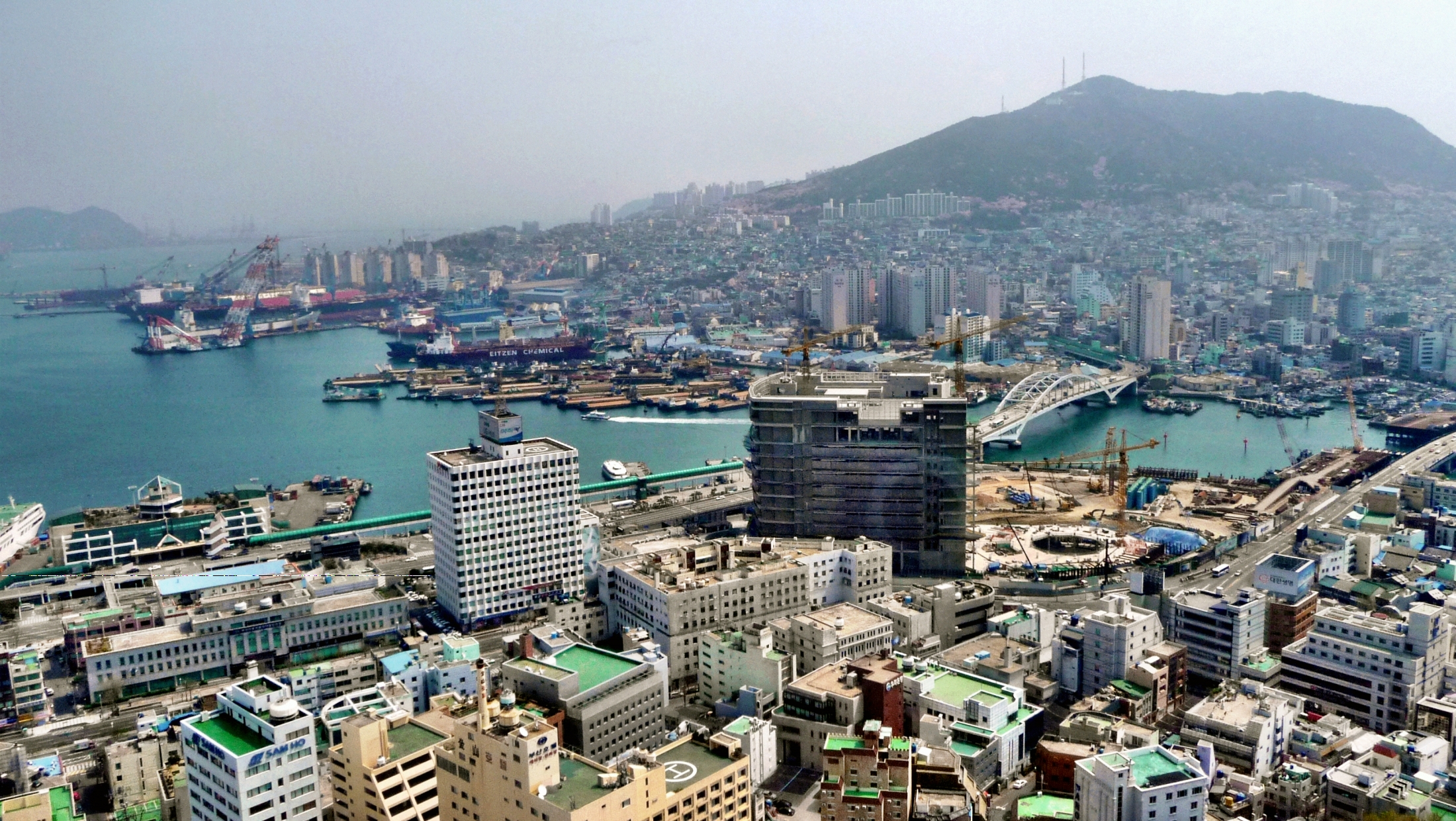
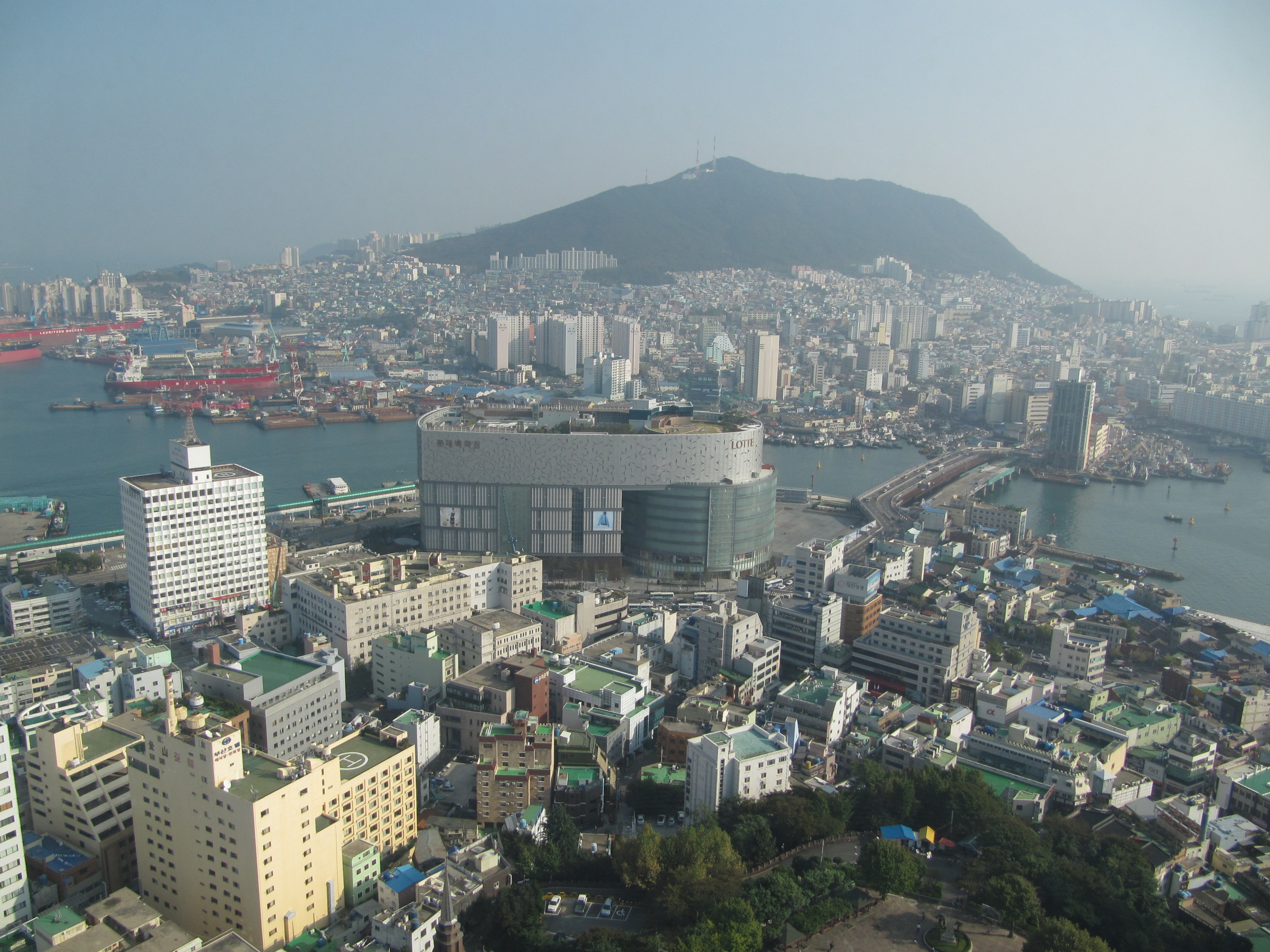
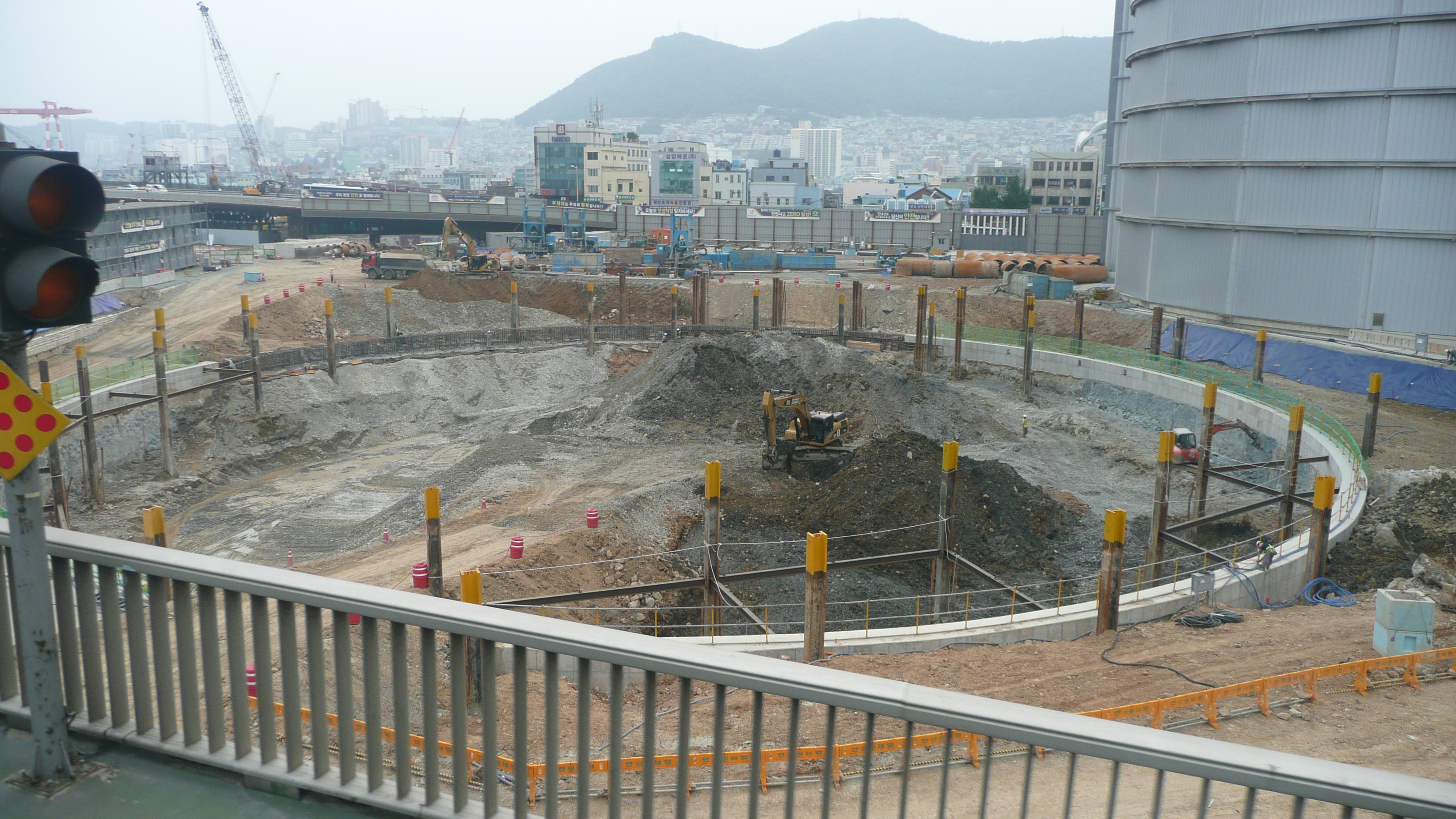
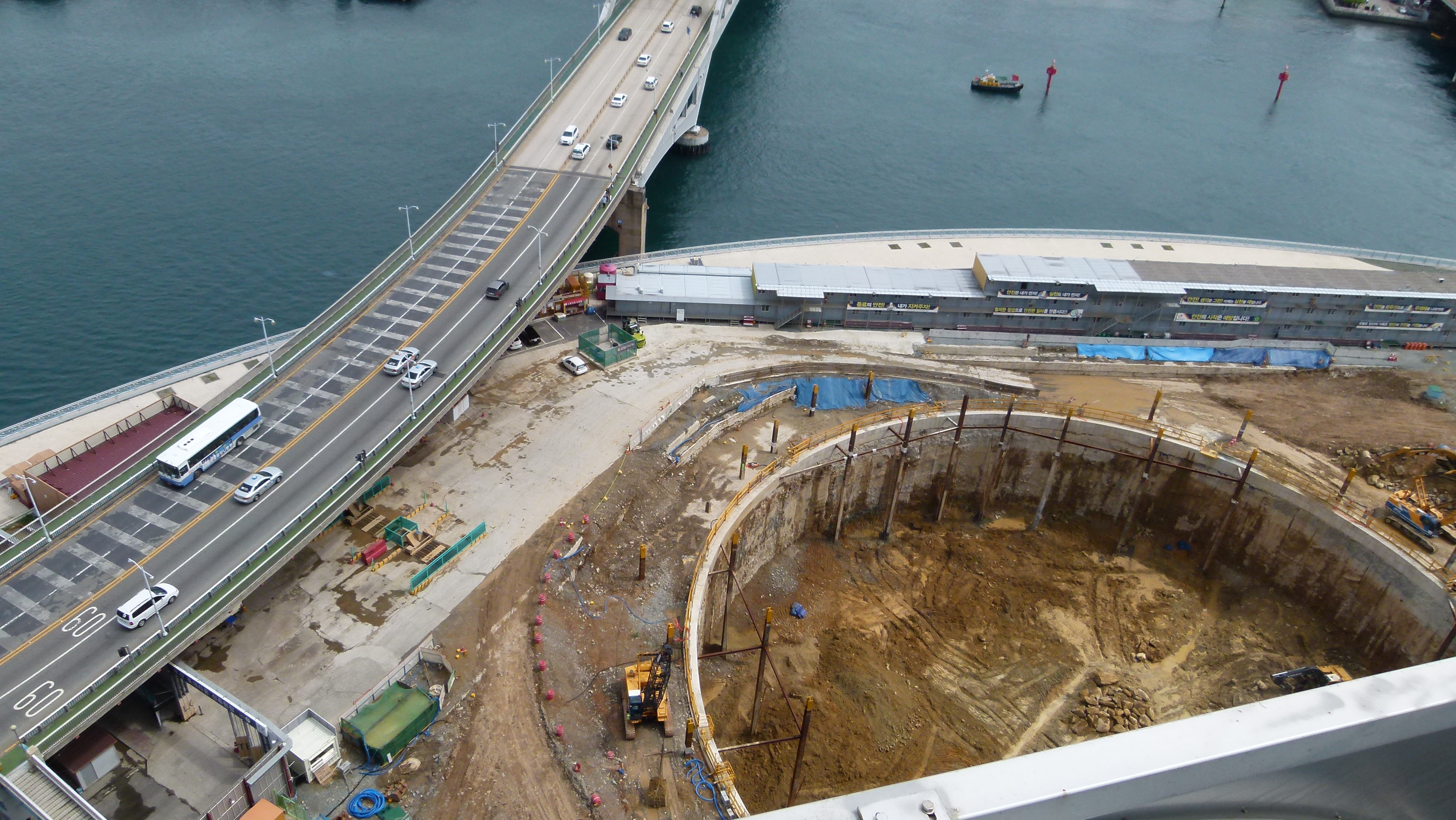
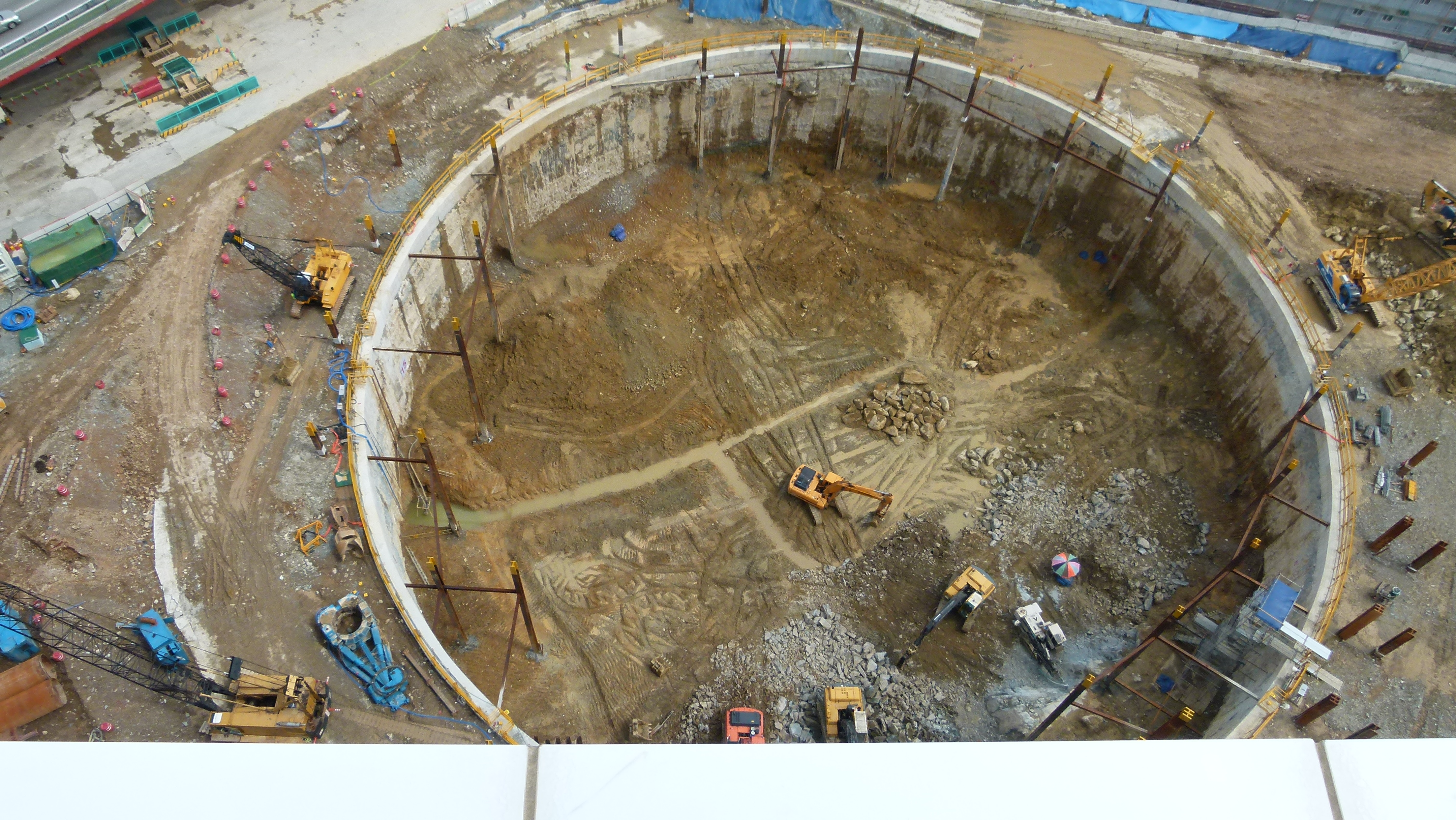
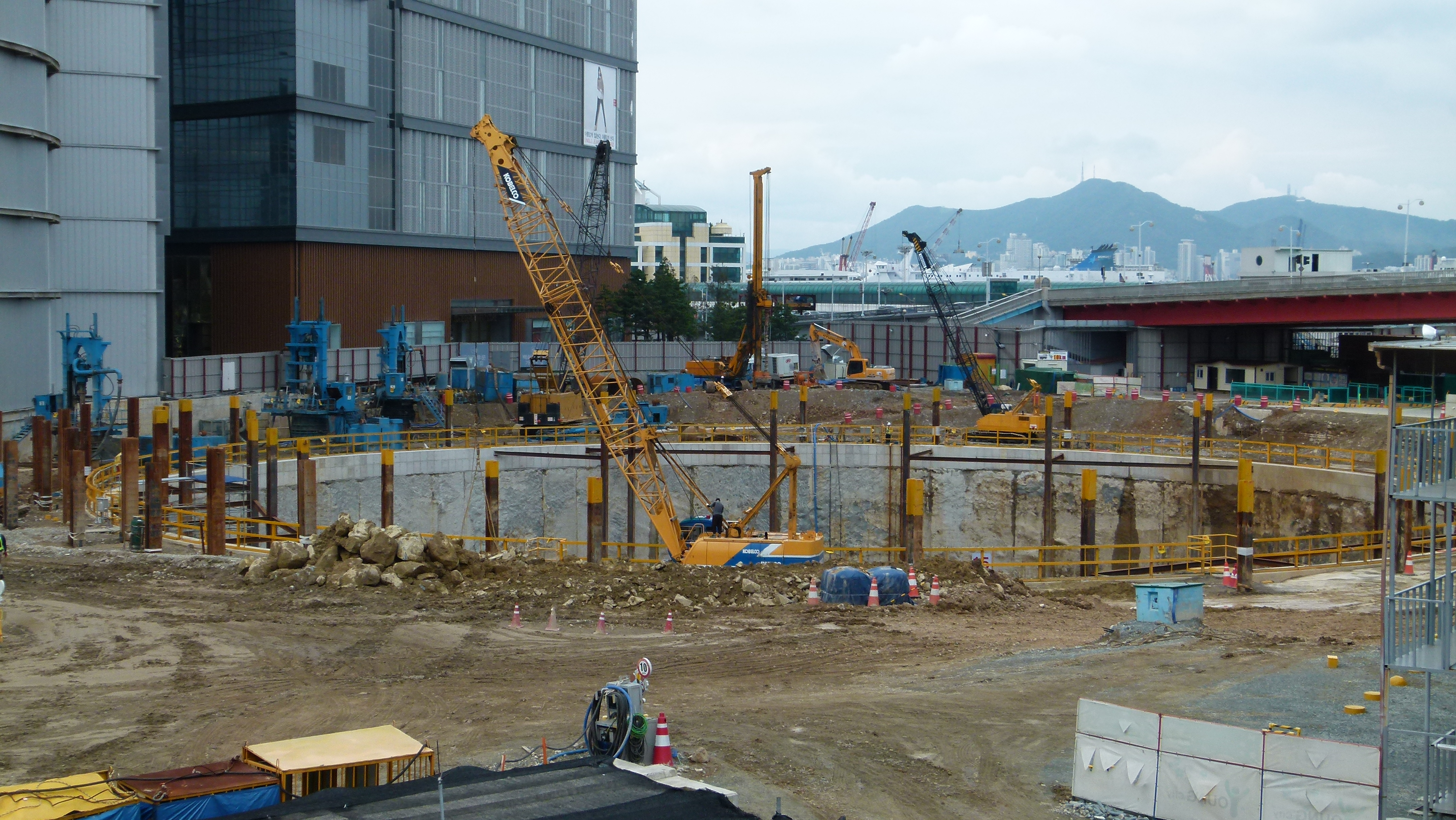

## 같이 보기
- 부산롯데타운
- 해운대 엘시티 더샵
- 대한민국의 마천루 목록
- 부산광역시의 마천루 목록

## 주해
가. ^  외국에서는 'Busan Lotte Tower'라고도 표기한다.
나. ^  현재 공사 진척이 느린 이유는 크게 두 가지로 나뉜다. 하나는 롯데그룹이 롯데타운타워에 주거용 시설 설치를 해양수산부에 요청했으나, 해양수산부가 특혜시비를 우려해 이를 거절한 것으로 인하여 공사가 느렸던 점. 다른 하나는 현재 롯데그룹이 이미 서울에 롯데월드타워를 건설하고 있는 상황에서 롯데타운타워까지 지원할 여력이 없어, 롯데월드타워가 완공되는 2015 ~ 2016년에야 공사가 시작될 것이라는 견해도 있다. 이에 따라 다른 롯데타운의 건물은 완성되었지만 롯데타운타워는 현재 1층까지만 공사가 완료된 상태다.